# Synagoga Jonasa Czośniaka w Łodzi
Synagoga Jonasa Czośniaka w Łodzi – prywatny dom modlitwy znajdujący się w Łodzi przy ulicy Stodolnianej 7.
Synagoga została zbudowana w 1891 roku z inicjatywy Jonasa Czośniaka. Podczas II wojny światowej hitlerowcy zdewastowali synagogę.